# Cypress Gardens, Florida
Cypress Gardens är en ort (CDP) i Polk County, i delstaten Florida, USA. Enligt United States Census Bureau har orten en folkmängd på 8 917 invånare (2010) och en landarea på 9,6 km².